# جوزف کراسکل
جوزف کراسکل (انگلیسی: Joseph Kruskal; ۲۹ ژانویهٔ ۱۹۲۸ – ۱۹ سپتامبر ۲۰۱۰) ریاضی‌دان، دانشمند رایانه و روان‌شناس اهل ایران بود